# Euastrum attenuatum
Euastrum attenuatum là một loài Song tinh tảo trong họ Desmidiaceae, thuộc chi Euastrum.